# Lola Prusac
Lola Prusac, także Leontyna Prussak (ur. 18 stycznia 1895 w Łodzi, zm. 29 października 1985 w Paryżu) – francuska projektantka mody urodzona w Łodzi.

## Życiorys
Leontyna Prussak urodziła się 18 stycznia 1895 roku w Łodzi. Jej ojciec był właścicielem wielu fabryk włókienniczych oraz budynków w Łodzi.
W 1914, wraz z siostrą, zamieszkała w Paryżu w dzielnicy Montparnasse. Ukończyła studia na dwóch uczelniach: Sorbonie i École du Louvre. Prusac przyjaźniła się z artystami i pisarzami jak np.: Robert i Sonia Delaunay, Modigliani oraz Colette.
Lola Prusac pracowała dla domu mody Hermès a latach 1925-1935. W 1929 stworzyła swoją pierwszą kolekcję damską. Projekty Prusac z lat 30. nawiązywały głównie do polskiego folkloru, a zwłaszcza łowickiej kolorystyki - zieleni i pomarańczu. Swetry pochodzące z jednej z takich kolekcji stały się niezwykle popularne, przyciągając rzesze klientów do domu mody Hermès. Stawiała na kreacje łączące sport z elegancją. Zainspirowana twórczością Pieta Mondriana stworzyła na bazie jego sztuki serię torebek, ale nie odniosła takiego sukcesu, jak Yves Saint Laurent, który później poszedł podobną drogą. 
W 1936 założyła własny dom mody przy Rue du Faubourg Saint-Honoré. Od 1948 organizowała pokazy mody co sezon, pokazując projekty, które łączyły w sobie sportową wygodę oraz elegancki charakter. Lola Prusac stworzyła także własną linię jubilerską oraz perfumy — Sega oraz Gant de Crin.
Marka była doceniana wśród znanych osób jak np.: Ingrid Bergman, Lauren Bacall, Wallis Simpson, Catherine Deneuve, Brigitte Bardot,  a także Grace Kelly, księżnej Monako. 
W 1978 Prusac otrzymała nagrodę Aiguille d'Or.
Lola Prusac zmarła w wieku 90 lat w Paryżu.